# Grijswangdwergsnavel
De Grijswangdwergsnavel (Spermophaga poliogenys), voorheen grijswangblauwsnavel, is een zangvogel uit de familie Estrildidae (prachtvinken).

## Verspreiding en leefgebied
Deze soort komt voor in oostelijk Congo-Kinshasa en zuidwestelijk Oeganda.